# La Petite Mort (web-série)
Pour les articles homonymes, voir Petite mort.
La Petite Mort est une web-série française créée en octobre 2017 par Davy Mourier, adaptée de la série de bande dessinée du même nom du même auteur.
Animée par ordinateur en deux dimensions, la première saison de la série compte dix épisodes de 4 minutes et 30 secondes. Les deux saisons suivantes, de onze et dix épisodes, sont diffusées de 2019 à 2020. La quatrième saison, composée de douze épisodes de 8 minutes et 30 secondes, a été diffusée depuis 2024.

## Synopsis
La Petite Mort raconte l'histoire du fils de la Mort en personne, nommé Petite Mort, qui emménage dans une nouvelle ville pour entamer une « nouvelle non-vie ». Entre les examens pour devenir faucheur, l'amour d'une fille mystérieuse et un nouvel ami aussi bête que gentil, son quotidien risque d'être bien rempli !

## Fiche technique
- Titre : La Petite Mort
- Création : Davy Mourier
- Réalisation : Joris Clerté et Pierre-Emmanuel Lyet
- Scénario : Davy Mourier, Joris Clerté et Pierre-Emmanuel Lyet, d'après La Petite Mort de Davy Mourier
- Studios de production : Studio 4 (2017-2018), France.tv Slash, Ex Nihilo, Doncvoila Productions et Francetv Nouvelles écritures
- Pays :  France
- Langue : français
- Genre : comédie
- Durée : 4 minutes 30 secondes
- Date de première diffusion : 22 octobre 2017

## Distribution
Sauf indication contraire ou complémentaire, les informations mentionnées dans cette section proviennent du générique de fin de l'œuvre audiovisuelle présentée ici.

### Personnages principaux
- Brigitte Lecordier : Petite Mort (saisons 1 à 4), Bébé Mort (saison 3), Patrick (saison 4)
- Simon Astier : Papa Mort (saisons 1 à 3)
- Constance : Maman Mort (saisons 1 à 3)
- Kaycie Chase : Ludovic enfant (et adolescent) (saisons 1 à 3), Nouvelle Maman Mort (saisons 3 et 4), Petite Morte (saisons 4)
- Gérard Surugue : Pépé Mort (saisons 2 et 3)
- Lénie Cherino : Nouvelle Maman Mort 2 (saisons 4)
- Jérôme Pauwels : Nouveau Papa Mort "Bébé Mort adulte" (saisons 4)

### Personnages secondaires
- Benoît Allemane : Le Grand Tout (saison 3 et 4)
- Brigitte Lecordier : Caruso (saison 1 à 3)
- Kaycie Chase : Nicolas (saison 1), Manon et voix secondaires (saison 2)
- Monsieur Poulpe : Hans (1re voix, saison 1 à 3) puis Loïc Espuche (2e voix, saison 4)
- Fily Keita : Audrey (saisons 1 à 3) et voix secondaires (saison 3)
- Joris Clerté : P'tit Greg et voix secondaires
- Jérôme Pauwels : Buzz Aldrin, Somerset et voix secondaires (saison 1), Mambo, suicidé de la Tour Eiffel et voix secondaires (saison 2), Jean-Pierre Pernaut et voix secondaires (saison 3)
- Maïk Darah : Mémé Mort (saison 2) et Claudine (saison 3)
- Donald Reignoux : Ludovic adulte (saison 3), Thanatos et voix secondaires (saison 4)
- Xavier Fagnon : le psy (saison 3)
- Clotilde Rullaud : maîtresse et voix secondaires
- Pierre-Emmanuel Lyet : voix secondaires (saison 1)
- PV Nova et Thomas Sagols : voix secondaires (saison 3)
- Florent Dorin : René (saison 4)
- Bernard Métraux : Inspecteur Cordier, juge et flic (saison 4)
- Patrick Baud : Axolot (saison 4)
- Yacine Belhousse : Mic (saison 4)
- Audrey Pirault : Djessica (saison 4)
- Davy Mourier : Père Fourré (saison 4)
- Dorothée Pousséo : Yama, Myriam et voix secondaires (saison 4)

## Épisodes
La famille Mort emménage dans une nouvelle maison, dans une nouvelle ville. Tandis que Maman Mort range les cartons, Papa mort emmène son fils pour lui montrer le métier de faucheur en fauchant 3 humains. Petite Mort rencontre ensuite une fille dont il tombe amoureux et qu'il prénomme "Bernard".

### Saison 1 (2017)
1. Une nouvelle vie, 22 octobre 2017
2. Une nouvelle classe, 29 octobre 2017
3. Un nouvel Halloween, 5 novembre 2017
4. Une nouvelle Lune, 12 novembre 2017
5. De nouvelles fêtes, 19 novembre 2017
6. Un nouvel espoir, 26 novembre 2017
7. Une nouvelle question, 3 décembre 2017
8. Une nouvelle merveille du monde, 10 décembre 2017
9. Une terrible nouvelle, 17 décembre 2017
10. Une nouvelle mort, 24 décembre 2017

### Saison 2 (2019)
Papa Mort fauche une vielle dame qui participe au jeu télé-réalité "Les Archanges 13" (contrefaçon de "Les Anges 13"). Petite Mort va à l'école avec un sac "Hello Kittu" (contrefaçon de la marque "Hello Kitty") pour la première fois, et "Bernard" est dans sa classe. On apprend ensuite qu'elle s'appelle Audrey. Petite Mort devient ensuite ami avec Ludo, enfant dont Petite Mort connait la raison de sa mort prochaine (Une leucémie).
1. Une nouvelle saison, 18 avril 2019
2. Une nouvelle découverte, 18 avril 2019
3. Une nouvelle angoisse, 2 mai 2019
4. Un nouveau chat, 18 avril 2019
5. Le Nouveau Régime, 2 mai 2019
6. Le Petit Nouveau, 24 mai 2019
7. Le Nouveau Ludo, 24 mai 2019
8. Un nouvel amour, 24 mai 2019
9. Le Nouveau Romantisme, 24 mai 2019
10. Une nouvelle fin, 13 juin 2019
11. Avant La Petite Mort, 18 décembre 2019

### Saison 3 (2019-2020)
Tandis que Papa Mort fauche une humaine, les camarades de Petite Mort lui propose de faire Halloween avec eux. Sa mère refuse en prétextant qu'il doit passer un examen. Examen qui s'intitule "Fauche imaginaire" dirigé par Hans, obligatoire pour passer en "Fauche accompagné" (dérivé de "conduite accompagné"). L'examen commence par un quiz, puis par une simulation, où Petite Mort doit faucher un "Escargot Ninja" (contrefaçon des Tortue Ninja), puis "Charlie". Petite Mort décroche la médaille de "Fauche Accompagné".
1. La Nouvelle Mort, 19 décembre 2019
2. La Nouvelle Routine, 19 décembre 2019
3. C'est pas une nouvelle vie, 19 décembre 2019
4. La Nouvelle, 19 décembre 2019
5. Des nouvelles de Ludo, 19 décembre 2019
6. Le Nouveau sacrifice, 5 février 2020
7. La Nouvelle Petite mort, 5 février 2020
8. Un nouveau souffle, 5 février 2020
9. Le Renouveau, 5 février 2020
10. La Nouvelle vie, 5 février 2020

### Saison 4 (2024)
1. Il est né le nouvel enfant, 7 juin 2024
2. Une nouvelle case, 7 juin 2024
3. La petite nouvelle, 7 juin 2024
4. Une nouvelle mode, 14 juin 2024
5. Un nouvel amoureux, 21 juin 2024
6. Une nouvelle fracture, 28 juin 2024
7. Une nouvelle famille, 5 juillet 2024
8. Un nouveau canapé, 12 juillet 2024
9. Un nouveau hobby, 19 juillet 2024
10. Un nouveau pot de départ, 26 juillet 2024
11. Une nouvelle affaire classée, 2 août 2024
12. Un nouveau fait divers, 9 août 2024

## Production
L'adaptation de la série est dévoilée en novembre 2016.
Le 26 mars 2019 Davy Mourier annonce sur sa chaîne YouTube la sortie de la deuxième saison de la série pour le mois d'avril 2019. Elle réalise 4,7 millions de vues en cumulé.
La saison 3, diffusée en 2019 et en 2020, est composée de 10 épisodes de 4 min 30 s.
La saison 4, diffusée en 2024, sera composée de 12 épisodes de 8 min 30 s.